# Smådalarö
Smådalarö är ett område i Haninge kommun belägen strax nordost om Dalarö i Dalarö socken. 

## Historik
Området bildade före 2015 en småort och hade sedan år 2000, då begreppet introducerades, samtidigt av SCB avgränsats ett fritidshusområde. År 2010 framväxte även ett fritidshusområde öster om Smådalarö gård. Då ändrades beteckningen på det förstnämnda till Västertorp medan det i anslutning till gården fick ta över beteckningen Smådalarö. Fritidshusområdena Västertorp och Smådalarö hade 2010 102 respektive 50 fritidshus. 2015 uppgick området i tätorten Dalarö.
Här återfinns bland annat Smådalarö gård, Karl Otto Bonniers sommarnöje Djupvik och den tidigare konferensanläggningen Rosenön. På Telegrafberget har det funnits en optisk telegraf.

## Bilder

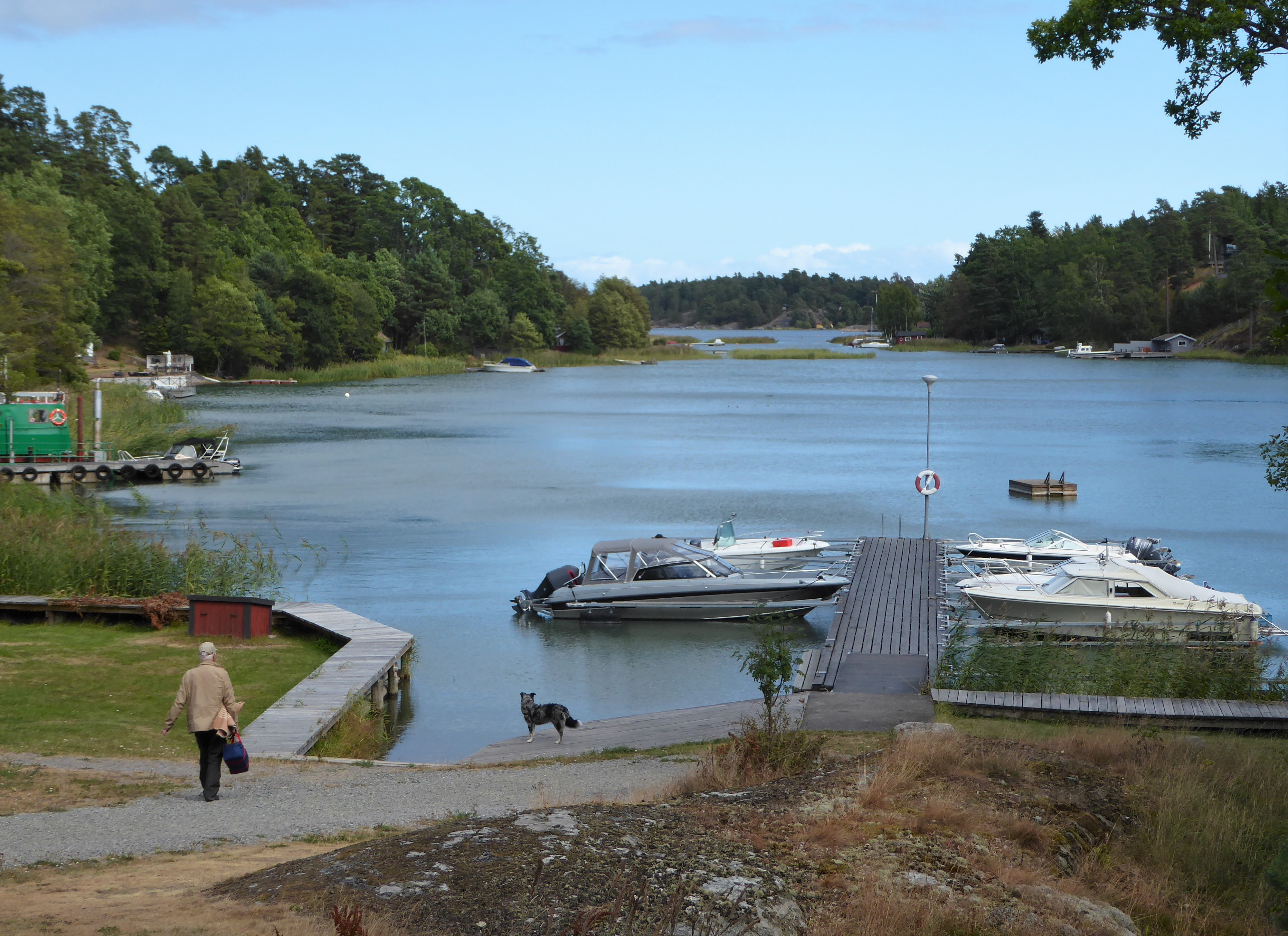
Stakviken.
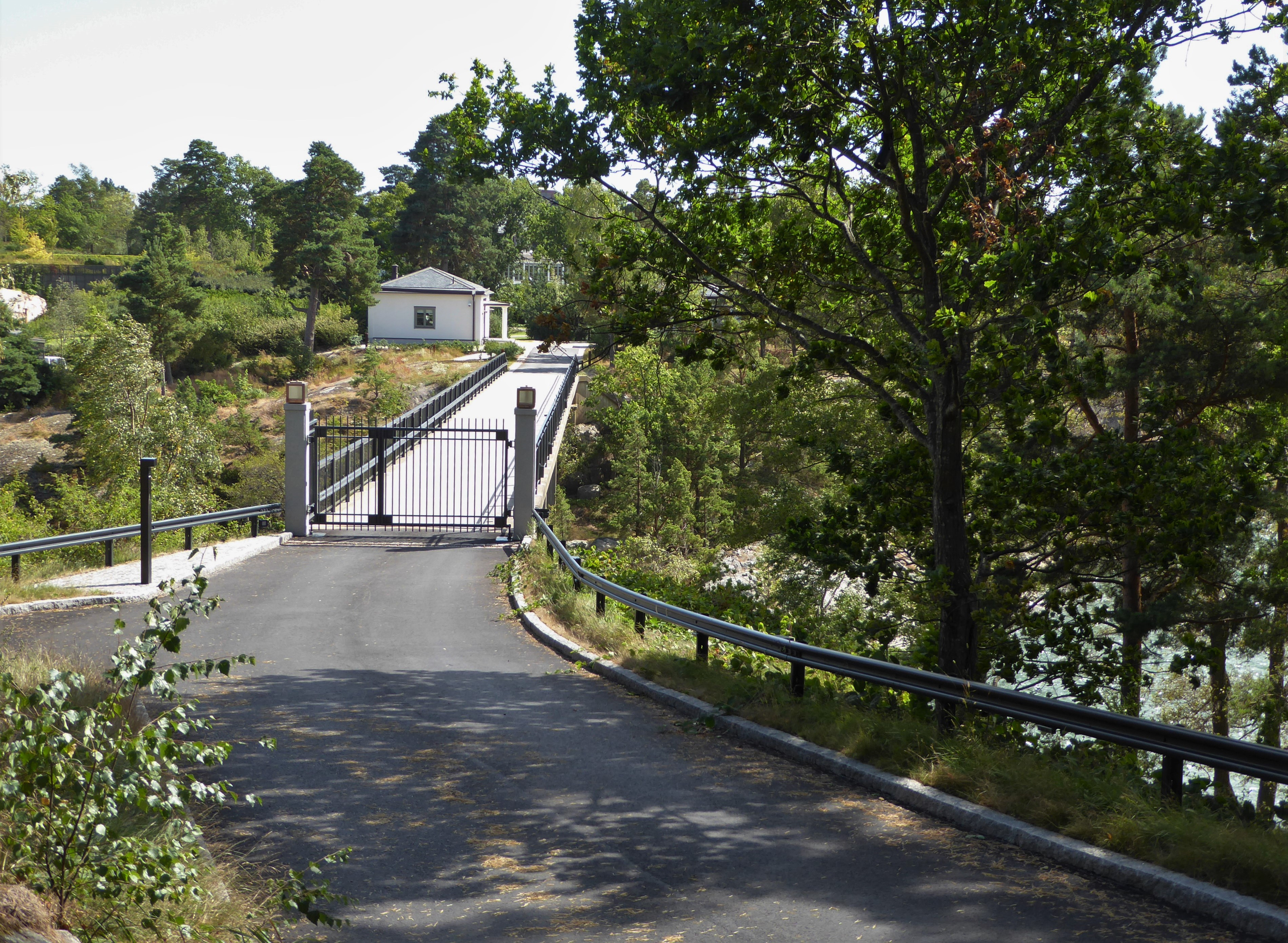
Bron till Rosenön.
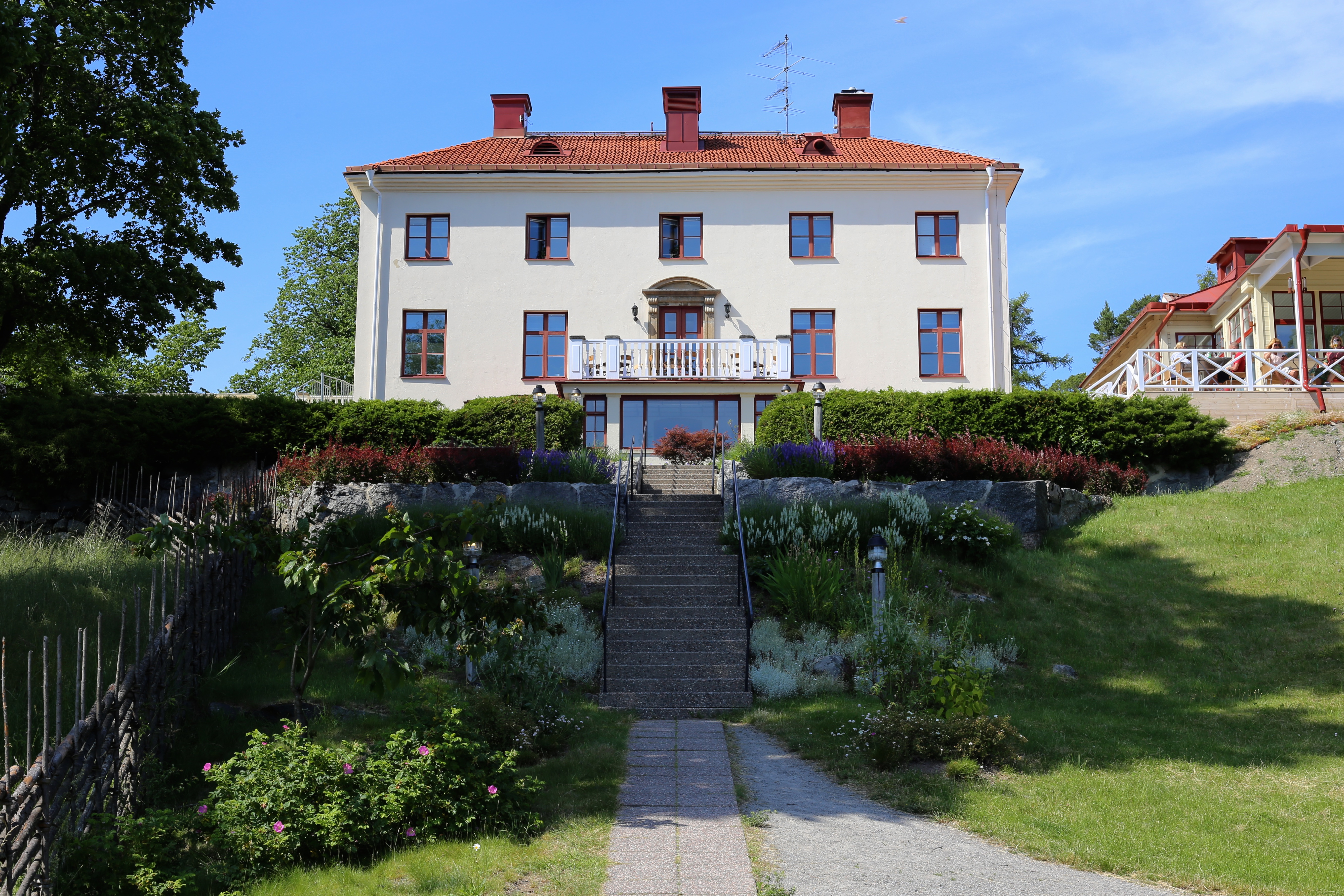
Smådalarö gård.